# کوکوی طاووسی
کوکوی طاووسی یک کوکوی نوگرمسیری با دم دراز کشیده و کاکل کوتاه است. این گونه یکی از سه گونه کوکوی نوگرمسیری است که به عنوان انگل زادآوری شناخته شده است.